# Aiptasiomorphidae
Aiptasiomorphidae is een familie uit de orde van de zeeanemonen (Actiniaria).

## Geslacht
- Aiptasiomorpha Stephenson, 1920